# The Hills: New Beginnings
Vous pouvez aider à l'améliorer ou bien discuter des problèmes sur sa page de discussion.
- Il n'est pas vérifiable et peut contenir des informations totalement erronées. Il est fortement conseillé aux contributeurs d'étayer son contenu par des sources fiables. Sans cela, sa suppression pourrait être envisagée. (si vous venez d'apposer le bandeau, veuillez cliquer sur ce lien pour créer la discussion et en afficher les indications). (Marqué depuis août 2024)
- Il peut contenir un travail inédit ou des déclarations non vérifiées. Vous pouvez l’améliorer en ajoutant des références. (Marqué depuis août 2024)

- Archive Wikiwix
- Bing
- Cairn
- DuckDuckGo
- E. Universalis
- Gallica
- Google
- G. Books
- G. News
- G. Scholar
- Persée
- Qwant
- (zh) Baidu
- (ru) Yandex
- (wd) trouver des œuvres sur Wikidata

Vous pouvez aider à l'améliorer ou bien discuter des problèmes sur sa page de discussion.
- Il ne cite pas suffisamment ses sources. Vous pouvez indiquer les passages à sourcer avec {{référence nécessaire}} ou {{Référence souhaitée}}, et inclure les références utiles en les liant aux notes de bas de page. (Marqué depuis août 2024)
- Son texte doit être wikifié : il ne correspond pas à la mise en forme Wikipédia (style, typographie, liens internes, liens entre les wikis, etc.). (Marqué depuis août 2024)

- Archive Wikiwix
- Bing
- Cairn
- DuckDuckGo
- E. Universalis
- Gallica
- Google
- G. Books
- G. News
- G. Scholar
- Persée
- Qwant
- (zh) Baidu
- (ru) Yandex
- (wd) trouver des œuvres sur Wikidata

The Hills: New Beginnings (The Hills: New Beginnings) est une émission de téléréalité américaine qui sera diffusé sur MTV à partir de 2019.
C'est le spin-off de Laguna Beach : The Hills, elle même spin-off de Laguna Beach: The Real Orange County. 

## Synopsis
L'émission suit les aventures des acteurs d'origine, avec leurs enfants et leurs amis, et suivra leurs vies personnelles et professionnelles à Los Angeles. De nouveaux acteurs intègres la série également.

## Distribution
Anciennement dans The Hills
- Heidi Montag
- Audrina Patridge
- Whitney Port
- Stephanie Pratt
- Jason Wahler
- Brody Jenner (fils de Caitlyn Jenner)
- Spencer Pratt
- Justin "Bobby" Brescia
- Frankie Delgado

Nouveaux membres
- Mischa Barton (connue notamment pour la série Newport Beach)
- Kaitlynn Carter
- Jennifer Delgado
- Ashley Wahler
- Brandon Thomas Lee (fils de Tommy Lee et de Pamela Anderson)

## Épisodes

### Première saison (2019)
1. Un nouveau départ
2. Tu n'es pas ma famille
3. Il se prend pour une légende
4. Je veux pas m'immiscer, mais...
5. Jouer avec le feu
6. Je pense pa qu'on puisse être amis
7. Tu es l'ennemi n°1
8. Notre couple est fermé?
9. Cette geule de bois coûtera cher
10. Brody s'en tire trop bien
11. Bien sûr qu'on est mariés
12. J'espère que tu diras oui

## Commentaires
- Heidi et Spencer participent pendant l'été 2009 à la saison 2 de I'm a Celebrity... Get Me Out of Here ! sur NBC. Ils abandonneront le jeu le jour 2, avant de revenir dans l'aventure le jour 4. L'acteur Daniel Baldwin arrivera pour combler le vide. Finalement au jour 8 ils décident de quitter définitivement le jeu. C'est donc Holly Montag qui entre dans la jungle pour les remplacer. Ils étaient notamment avec Stephen Baldwin et Janice Dickinson.
- Audrina a participé à Dancing with the Stars 11 en 2010, mais a été éliminée au bout de 6 semaines.
- Heidi a participé pendant l'été 2011 à Famous Food. Elle ne gagne pas le jeu.
- En 2013 Heidi et Spencer participent à l'émission de télé réalité anglaise, Celebrity Big Brother 11. Ils arrivent à la deuxième place lors de la finale.
- En 2014 Stephanie participe à Celebrity Big Brother 14.
- Mischa a participé à Dancing with the Stars 22 en 2016. Elle sera éliminée lors de la 3e semaine.
- En 2017 Heidi et Spencer participent de nouveau à Celebrity Big Brother dans une saison voyant s'affronter des All Stars contre des New Stars. Ils sont éliminés a une semaine de la finale.